# Каја Браун
Каја Браун (енгл. Kaiya Brown; 17. април 2004) самоанска је пливачица новозеландског порекла, учесница олимпијских игара и вишеструка национална рекордерка и првакиња. 

## Спортска каријера
Рођена и одрасла у највећем новозеландском граду Окланду у самоанској породици, Каја је веома рано почела да тренира пливање, док је са такмичењима започела у доби од 10 година, 2014. године, као чланица пливачког клуба Роскил (енгл. Roskill Swimming Club). Под заставом Самое почиње да се такмичи 2019. године, на Пацифичким играма које су те године одржане управо на Самои, у граду Апији.
На светским првенствима је дебитовала у Мелбурну 2022, док је први наступ на 
првенствима света у великим базенима забележила већ наредне године, у јапанској Фукуоки. Исте године је учествовала на Пацифичким играма у Хонијари на Соломонима, где је као чланица самоанске микс штафете на 4×50 слободно освојила бронзану медаљу, што је био њен највећи успех у дотадашњој каријери. 
На свом другом узастопном учешћу на светским првенствима у великим базенима, у Дохи 2024, пливала је у две дисциплине. Трку на 50 слободно је завршила на 69. месту, док је деоницу на 100 слободно окончала као 63. пливачица на свету. У обе трке је испливала личне рекорде.  
Два месеца касније, на првенству Океаније у Гоулд Коусту осваја бронзану медаљу у трци микс штафета на 4×50 слободно, док је трку на 50 леђно завршила на четвртом месту. 
Захваљујући специјалној позивници учествовала је на Олимпијским играма Паризу 2024. године. У  Паризу је пливала у квалификацијама трке на 50 метара слободним стилом. Наступила је у петој квалификационој групи где је пливала у стази 1, и са временом од 28.31 секунди заузела је претпоследње место у својој квалификационој групи, односно укупно 48. место у конкуренцији 79 такмичарки.